# Germán Ziclis
Germán Ziclis ( Odessa, Ucrania, 12 de octubre de 1903 – Buenos Aires, Argentina, 22 de junio de 1977 ) fue un escritor, empresario teatral y comediógrafo, que escribió un número de piezas teatrales, incluso en colaboración con otros autores, algunas de las cuales fueron muy populares en su época. 

## Carrera profesional
En 1923, cuando tenía 20 años, estrenó en el teatro Pueyrredón del barrio de Flores, su primera obra, el sainete Y en el baile de aquella noche, con la que inició una larga serie de obras teatrales, muchas de ellas éxitos resonantes logrados en una época en que el teatro argentino entraba en decadencia.
Su obra Detective, cinco personajes en uno y no se muere ninguno fue representada tres años seguidos por la compañía de Pablo Palitos y el éxito continuó con Pistolero…y ahora seis personajes.
Viuda, fiera y avivata, busca soltero con plata, de su autoría, fue estrenada en 1949 por Leonor Rinaldi que acababa de formar su propia compañía con Alberto Anchart y Gerardo Chiarella.
Debido al éxito de sus obras organizó compañías para representarlas, actuó como empresario y contrató al efecto la sala del Teatro Cómico.
Después de 1955 incursionó en el teatro de revistas con El general “rajó” al amanecer que escribió con Ivo Pelay.
Sus obras presentan en general a los sujetos teniendo como objeto la pareja y la vida familiar y en la categoría de oponente suele ubicarse el pasado del pretendiente o los celos de la familia. En la trama el plano principal está ocupado por lo sentimental, las dificultades para concretar o mantener la pareja es una fuente de comicidad, que se acompaña con el chiste verbal y las situaciones equívocas o ridículas de algunos personajes. El uso de idiolecto que era característico de las comedias asainetadas de las primeras décadas del siglo XX se va dejando de lado, y el carácter de inmigrante de algún personaje se va dejando de lado o se transforma en un rasgo secundario. Los personajes son en general reconocibles como pertenecientes a una clase media idealizada.
En la década de 1960 se producen algunos cambios en las obras: lo sentimental pasa a segundo plano y en la intriga aparece una módica parodia del discurso político. Así en Su Excelencia... el Sr. Subsecretario (1960) el fuerte acento sentimental es puesto al servicio de la transmisión de valores como la bondad, la ternura y la honestidad propios de la llamada comedia blanca.
La Nación  comentó el 12 de abril de 1960:

“Las obras del tipo de Su Excelencia … el Sr. Subsecretario …no tienen sorpresa. Ya el título nos despierta sospechas que luego se confirman fatalmente, cuando las situaciones se van sucediendo. Si el cronista espera que por lo menos en alguna situación pueda ocurrir lo imprevisto –y ello le da ánimos- pronto comprueba que todo está en regla, como en un rito los hechos ocurren inexorablemente y acaba de convencerse de que la fidelidad a esa especie dramática es absoluta por parte de los autores. Todo es previsible, hasta las crónicas periodísticas que registran su paso.

Por otra parte, en Aquí está la vieja ola y esta vez no viene sola (1961) se retoman procedimientos del sainete y se introduce la ejecución de números musicales a cargo de los personajes y reaparecen el gallego y el porteño provocando comicidad con sus disputas.
En la época en que Radio Belgrano era propiedad de Jaime Yankelevich y ansorbía la mayor audiencia, escribió por varios años sus programas cómicos más emblemáticos para ser interpretados por los actores de más prestigio de la casa como Mario Fortuna y Tomás Simari.
De los cinco tangos que escribió para sus obras, Paquetín, Paquetón, que hizo con Dedico y Merico para Palermo Chico, fue grabado por Carlos Gardel.

## Obras
- Se necesita un hombre con cara de infeliz
- Detective
- Y en el baile de aquella noche
- Tres Caballeros de Frac
- Los dos pillines
- Casarse con una viuda, Que cosa más peliaguda
- Viuda, fiera y avivata, busca soltero con plata
- De la Chacra al Palacete, bien casada y con billetes
- Eduardo H. Barrientos, un Porteño del Novecientos
- Don Jacobo
- Poligriyo
- Yo soy Juan Tango
- El hijo de Don Vicente candidato a Presidente
- Viuda ella, viudo él, ¿quién les pone el cascabel?
- Las alegres comadres del barrio
- La viudita se quiere casar
- El amor a los cincuenta llega siempre con tormenta
- Aquí está la vieja ola y esta vez no viene sola

con Tito Insausti
- ¡¡Tené coraje, Agapito!!
- Pasajeros de lujo

con Enrique Cadícamo
- El romance de dos vagos
- Se apareció la viuda

con Rodolfo M.Taboada
- Su Excelencia el Sr. Subsecretario

con Carlos Dedico
- Palermo Chico
- Buenos Aires, Patria Hermosa
- Stud El Manicomio
- Cuando el tronco sale bueno
- Las Astillas son de ley
- Los tres ases de Blandengues
- Los Zorzales de Pompeya
- ¡Se produjo el batacazo!

## Filmografía
Autor de la obra adaptada
- Se necesita un hombre con cara de infeliz (1954)
- Detective (1954)